# 古爾岡
古爾岡（Gurgaon,，官方名稱：Gurugram），是位於印度哈里亞納邦的一座城市，距離首都新德里30公里。古爾岡海拔高度220米，是該國一個主要商業中心，2011年人口876,900。
古爾冈是印度主要的經濟和工業城市之一，是印度的第三大資本流入城市。繼孟買和欽奈之後，古爾岡已成為印度領先的金融和銀行中心。古爾岡的經濟發展起步於1970年代，當時是由印度本土的汽車製造企業馬魯蒂和日本鈴木公司在當地建立汽車工廠開始。已有250多家财富500公司在古爾岡開設了辦事機構。古爾岡的人類發展指數為0.889（2017年）。

## 外部連結
- Official Website of Gurgaon Municipal Corporation （页面存档备份，存于）
- Gurgaon administration web site